# Festivalul Internațional de Film de la Cannes din 2017
A 70-a ediție anuală a Festivalului Internațional de Film de la Cannes a avut loc în perioada 17 - 28 mai 2017. Regizorul spaniol Pedro Almodóvar a fost președintele juriului pentru competiția principală.

## Juriul
- Pedro Almodóvar, regizorul spaniol (președintele juriului)
- Maren Ade, regizorul germană
- Jessica Chastain, actriță americană
- Fan Bingbing, actriță chineză
- Agnès Jaoui, regizorul franceză
- Park Chan-wook, regizorul coreean
- Will Smith, actor american
- Paolo Sorrentino, regizorul italian
- Gabriel Yared, compozitor francez și lebanez

## Filme în competiție
| Titlul românesc       | Titlul original              | Regizor              | Țara producătoare |
| --------------------- | ---------------------------- | -------------------- | ----------------- |
|                       | Aus dem Nichts               | Fatih Akın           | Germania          |
|                       | The Meyerowitz Stories       | Noah Baumbach        | Statele Unite     |
|                       | Okja                         | Bong Joon-ho         | Coreea de Sud     |
| 120 de bătăi pe minut | 120 battements par minute    | Robin Campillo       | Franța            |
|                       | The Beguiled                 | Sofia Coppola        | Statele Unite     |
|                       | Rodin                        | Jacques Doillon      | Franța            |
|                       | Happy End                    | Michael Haneke       | Austria           |
|                       | Wonderstruck                 | Todd Haynes          | Statele Unite     |
|                       | Le Redoutable                | Michel Hazanavicius  | Franța            |
|                       | The Day After                | Hong Sang-soo        | Coreea de Sud     |
|                       | Hikari                       | Naomi Kawase         | Japonia           |
|                       | The Killing of A Sacred Deer | Yórgos Lánthimos     | Grecia            |
| A Gentle Creature     | Лагідна                      | Serhii Loznîțea      | Ucraina           |
|                       | Jupiter holdja               | Kornél Mundruczó     | Ungaria           |
|                       | The Square                   | Ruben Östlund        | Suedia            |
|                       | L'Amant double               | François Ozon        | Franța            |
|                       | You Were Never Really Here   | Lynne Ramsay         | Regatul Unit      |
|                       | Good Time                    | Josh și Benny Safdie | Statele Unite     |
|                       | Loveless                     | Andreï Zviaguintsev  | Rusia             |

## Premii
- Palme d'Or : The Square - Ruben Östlund
- Grand Prix : 120 de bătăi pe minut - Robin Campillo
- Cel mai bun regizor : Sofia Coppola - The Beguiled
- Cel mai bun actor : Joaquin Phoenix - You Were Never Really Here
- Cel mai bună actriță : Diane Kruger - In the Fade
- Cel mai bun scenariu :
  - Yórgos Lánthimos și Efthimis Filippou - The Killing of A Sacred Deer
  - Lynne Ramsay - You Were Never Really Here
- Premiul juriului : Loveless - Andreï Zviaguintsev